# هیئت‌مدیره
هیئت‌ مدیره یا گروه راهبران یک شورا متشکل از اعضای انتخاب‌ شده یا انتصاب‌ شده است که سیاست‌گذاری و تصمیم‌گیری کلان سازمان را بر عهده دارند. یکی از وظایف اصلی هیئت‌مدیره انتصاب مدیرعامل و نظارت بر عملکرد وی است.

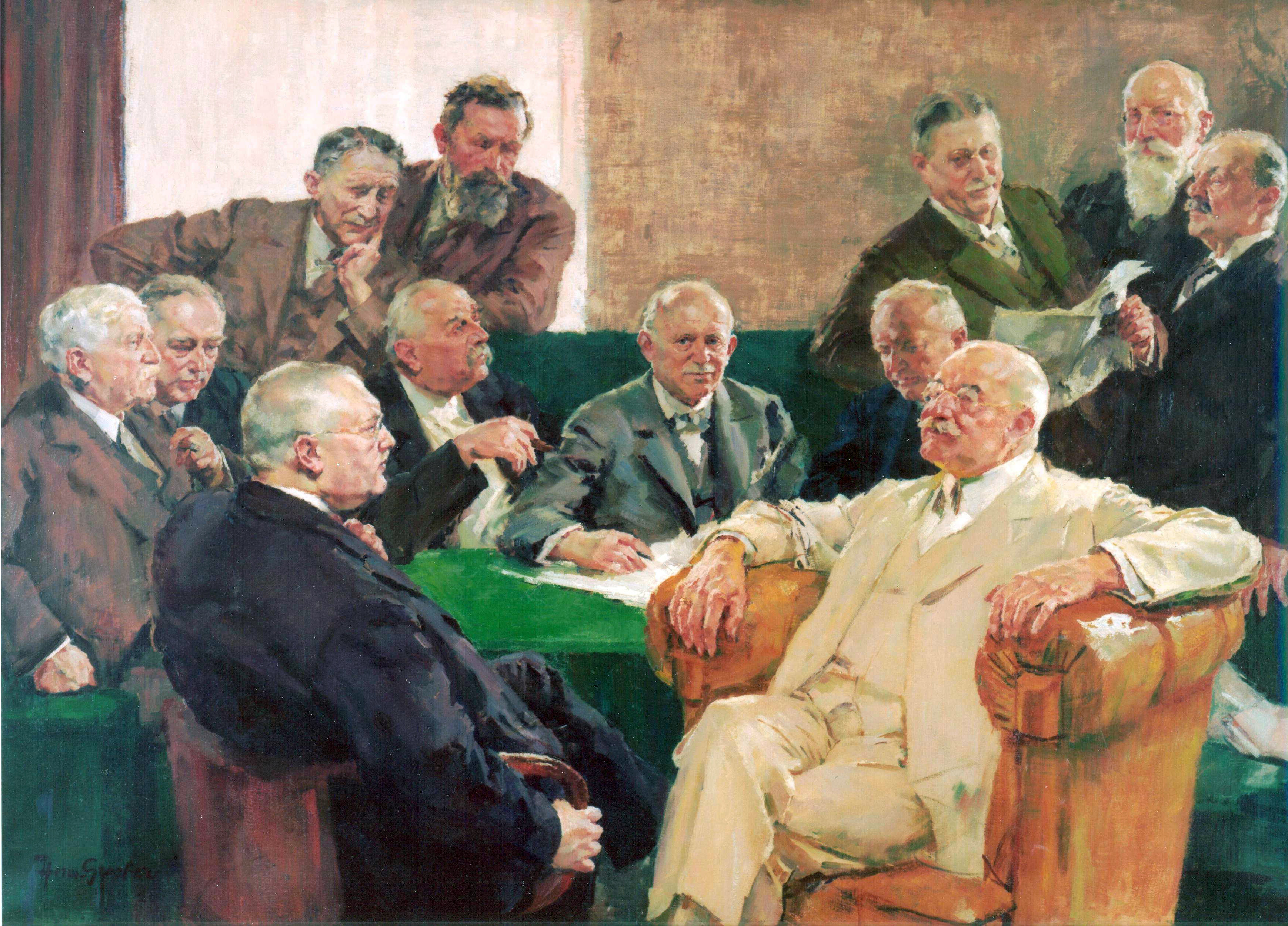
هیئت مدیره IG Farben و رئیس هیئت مدیره IG Farben، کارل بوش

## ساختار راهبری تک‌لایه‌ای یا دولایه‌ای
دولایه‌ای
در بعضی از کشورهای اتحادیه اروپا و شرق آسیا ساختار راهبری دولایه‌ای رواج دارد. در این ساختار، دو هیئت جداگانه تعریف می‌شود که هیئت عالی‌تر سیاست‌گذاری (هیئت ناظر) و تصمیم‌گیری کلان را بر عهده دارد و هیئت پایین‌تر به اداره کارهای اجرایی می‌پردازد (هیئت عامل).
تک‌لایه‌ای
ولی، در دیگر کشورها (از جمله، ایران) عمدتاً ساختار راهبری تک‌لایه‌ای - یک هیئت مدیره - رواج دارد. البته در این کشورها هم ممکن است بعضی سازمان‌ها با ساختار راهبری دولایه‌ای اداره شوند؛ مثلاً، ساختارهای راهبری دو لایه ای متشکل از: هیئت امنا-هیئت مدیره، هیئت مدیره-هیئت عامل، ….

## قانون تجارت ایران
مواد ۱۰۷ تا ۱۴۳ قانون تجارت ایران (باب سوم، فصل ۱، مبحث اول، بخش ۶ - هیئت مدیره) به ضوابط مربوط به هیئت مدیره شرکت‌های سهامی اختصاص دارد.
دستورالعمل راهبری شرکتی بورس اوراق بهادار
در این دستور العمل که ویرایش ۴ آن در طول ۳ سال گذشته منتشر شده‌است، وظایف و مسئولیتهای هیئت مدیره به تفکیک مورد بررسی قرار گرفته‌است.
موظف/غیرموظف
در این قانون، عضو اجرایی هیئت مدیره «عضو موظف» و عضو غیر اجرایی هیئت مدیره «عضو غیرموظف» نامیده شده‌اند.
مستقل و غیرمستقل
در دستورالعمل راهبری شرکتی شرایط استقلال عضو هیئت مدیره و عضویت وی در تیم هیئت مدیره شرکت‌های بورسی بیان شده‌است.
اصطلاح‌شناسی
در این قانون، «هیئت مدیره» و «مدیران» مترادف یکدیگر به‌کار برده شده‌است. در واقع، هر جا از اصطلاح «مدیران» یا «مدیر» استفاده شده‌است منظور «هیئت مدیره» یا «عضو هیئت مدیره» است. بعضی از کارشناسان انتقادهای جدی به این اصطلاح‌شناسی وارد می‌دانند. از دیدگاه آنان، «هیئت مدیره» (board of directors)، «مدیران» (directors) و «مدیر» (director) معادل‌های مناسبی برای اصطلاحات انگلیسی متناظر آن‌ها نیستند. زیرا، در زبان فارسی از اصطلاح «مدیر» برای manager ـ که عضو هیئت مدیره نیست ـ هم استفاده می‌شود. به‌همین دلیل، در قوانین و مقررات ایران، در بعضی موارد مرز وظایف و اختیارات director و manager چندان مشخص نیست.